# Paul Pierce
Paul Anthony Pierce (Oakland (Californië), 13 oktober 1977) is een Amerikaans voormalig basketbalprofessional die speelde in de NBA.

## Biografie
Pierce speelde college-basketbal bij de Kansas Jayhwaks waar hij onder andere geselecteerd werd voor het McDonald's All-American Team. Tijdens de NBA Draft van 1998 werd Pierce in de eerste ronde als 10e gedraft door de Boston Celtics.  In het seizoen 2007/2008 kwamen Kevin Garnett en Ray Allen bij de Celtics en ze vormden samen met Paul Pierce de 'Big Three'. Zij wonnen met de Celtics meteen de NBA-titel, 22 jaar na de vorige titel, door de Los Angeles Lakers met 4-2 te verslaan in de finaleserie. Paul Pierce was finals-MVP. Ook in 2010 bereikten de Celtics de NBA-finals, maar in de finale werd er verloren van eeuwige rivaal Los Angeles Lakers.
In 2012 kwam abrupt een einde aan de 'Big Three', want Ray Allen verhuisde naar de grote rivaal Miami Heat. Pierce maakte in 15 seizoenen 24.021 punten voor de Celtics, waarmee hij op de tweede plaats staat van de all-time lijst van de Celtics, achter John Havlicek maar voor Larry Bird.
Op 28 juni 2013, tijdens de NBA Draft, werd Pierce betrokken in een deal: Samen met Kevin Garnett en Jason Terry vertrok Pierce naar de Brooklyn Nets in ruil voor enkele toekomstige eerste ronde draftpicks en Kris Humphries, Gerald Wallace, Kris Joseph, MarShon Brooks en Keith Bogans. Amper 1 seizoen later vertrok Pierce al naar de Washington Wizards waar hij ook maar 1 seizoen zou spelen. Vanaf 2015 speelde Pierce voor de Los Angeles Clippers, waar hij werd herenigd met Doc Rivers, zijn voormalige coach bij de Celtics. Op 17 juli 2017 tekende hij een ceremonieel contract bij de Boston Celtics zodat hij zijn pensioen kon aankondigen als speler van de Celtics, de club waarvoor hij 15 seizoenen lang uitkwam. Een dag later werd ook aangekondigd dat zijn nummer 34 uit roulatie wordt gehaald.
Hij werd ook 10 keer geselecteerd voor het NBA All-Star Game en maakte 4 keer deel uit van het All-NBA Team. 
Paul Pierce nam met het Amerikaans basketbalteam deel aan het WK van 2002 waarin Amerika niet verder kwam dan de 6e plaats.

## Bijnaam
Pierce dankt zijn bijnaam 'The Truth' aan Shaquille O'Neal. Op 13 maart 2001 won O'Neal met de Lakers van de Boston Celtics. In deze wedstrijd scoorde Pierce 42 punten. Na de wedstrijd liet O'Neal volgende quote optekenen bij de Boston Herald: "Take this down. My name is Shaquille O'Neal and Paul Pierce is the motherfucking truth. Quote me on that and don't take nothing out. I knew he could play, but I didn't know he could play like this. Paul Pierce is The Truth."

## Erelijst
- NBA-kampioen: 2008
- NBA Finals Most Valuable Player: 2008
- NBA All-Star: 2002, 2003, 2004, 2005, 2006, 2008, 2009, 20110, 2011, 2012
- All-NBA Second Team: 2009
- All-NBA Third Team: 2002, 2003, 2008
- NBA All-Rookie First Team: 1999
- NBA Three-Point Contest: 2010
- NBA 75th Anniversary Team
- Nummer 34 teruggetrokken door de Boston Celtics
- Nummer 34 teruggetrokken door de Kansas Jayhawks
- Kansas Sports Hall of Fame: 2018
- College Basketball Hall of Fame: 2021
- Basketball Hall of Fame: 2021

## Statistieken

### Regulier Seizoen
| Seizoen        | Team                 | WG    | WS    | MPW  | 2P%  | 3P%  | FW%  | RPW | APW | SPW | BPW | PPW  |
| -------------- | -------------------- | ----- | ----- | ---- | ---- | ---- | ---- | --- | --- | --- | --- | ---- |
| 1998-1999      | Boston Celtics       | 48    | 47    | 34,0 | 43,9 | 41,2 | 71,3 | 6,4 | 2,4 | 1,7 | 1,0 | 16,5 |
| 1999-2000      | Boston Celtics       | 73    | 72    | 35,4 | 44,2 | 34,3 | 79,8 | 5,4 | 3,0 | 2,1 | 0,8 | 19,5 |
| 2000-2001      | Boston Celtics       | 82    | 82    | 38,0 | 45,4 | 38,3 | 74,5 | 6,4 | 3,1 | 1,7 | 0,8 | 25,3 |
| 2001-2002      | Boston Celtics       | 82    | 82    | 40,3 | 44,2 | 40,4 | 80,9 | 6,9 | 3,2 | 1,9 | 1,0 | 26,1 |
| 2002-2003      | Boston Celtics       | 79    | 79    | 39,2 | 41,6 | 30,2 | 80,2 | 7,3 | 4,4 | 1,8 | 0,8 | 25,9 |
| 2003-2004      | Boston Celtics       | 80    | 80    | 38,7 | 40,2 | 29,9 | 81,9 | 6,5 | 5,1 | 1,6 | 0,7 | 23,0 |
| 2004-2005      | Boston Celtics       | 82    | 82    | 36,1 | 45,5 | 37,0 | 82,2 | 6,6 | 4,2 | 1,6 | 0,5 | 21,6 |
| 2005-2006      | Boston Celtics       | 79    | 79    | 39,0 | 47,1 | 35,4 | 77,2 | 6,7 | 4,7 | 1,4 | 0,4 | 26,8 |
| 2006-2007      | Boston Celtics       | 47    | 46    | 37,0 | 43,9 | 38,9 | 79,6 | 5,9 | 4,1 | 1,0 | 0,3 | 25,0 |
| 2007-2008      | Boston Celtics       | 80    | 80    | 35,9 | 46,4 | 39,2 | 84,3 | 5,1 | 4,5 | 1,3 | 0,5 | 19,6 |
| 2008-2009      | Boston Celtics       | 81    | 81    | 37,5 | 45,7 | 39,1 | 83,0 | 5,6 | 3,6 | 1,0 | 0,3 | 20,5 |
| 2009-2010      | Boston Celtics       | 71    | 71    | 34,0 | 47,2 | 41,4 | 85,2 | 4,4 | 3,1 | 1,2 | 0,4 | 18,3 |
| 2010-2011      | Boston Celtics       | 80    | 80    | 34,7 | 49,7 | 37,4 | 86,0 | 5,4 | 3,3 | 1,0 | 0,6 | 18,9 |
| 2011-2012      | Boston Celtics       | 61    | 61    | 34,0 | 44,3 | 36,6 | 85,2 | 5,2 | 4,5 | 1,1 | 0,4 | 19,4 |
| 2012-2013      | Boston Celtics       | 77    | 77    | 33,4 | 43,6 | 38,0 | 78,7 | 6,3 | 4,8 | 1,1 | 0,4 | 18,6 |
| 2013-2014      | Brooklyn Nets        | 75    | 68    | 28,0 | 45,1 | 37,3 | 82,6 | 4,6 | 2,4 | 1,1 | 0,4 | 13,5 |
| 2014-2015      | Washington Wizards   | 73    | 73    | 26.2 | 44,7 | 38,9 | 78,1 | 4,0 | 2,0 | 0,6 | 0,3 | 11,9 |
| 2015-2016      | Los Angeles Clippers | 68    | 38    | 18,1 | 36,3 | 31,0 | 81,8 | 2,7 | 1,0 | 0,5 | 0,3 | 6,1  |
| 2016-2017      | Los Angeles Clippers | 25    | 7     | 11,1 | 40,0 | 34,9 | 76,9 | 1,9 | 0,4 | 0,2 | 0,2 | 3,2  |
| Carrière       | Carrière             | 1.343 | 1.285 | 34,2 | 44,5 | 36,8 | 80,6 | 5,6 | 3,5 | 1,3 | 0,6 | 19,7 |
| All Star-games | All Star-games       | 10    | 0     | 13,6 | 45,6 | 18,8 | 72,7 | 2,6 | 1,8 | 1,2 | 0,1 | 9,6  |

### Playoffs
| Seizoen   | Team                 | WG  | WS  | MPW  | 2P%  | 3P%  | FW%   | RPW | APW | SPW | BPW | PPW  |
| --------- | -------------------- | --- | --- | ---- | ---- | ---- | ----- | --- | --- | --- | --- | ---- |
| 2001-2002 | Boston Celtics       | 16  | 16  | 42,0 | 40,3 | 28,8 | 76,4  | 8,6 | 4,1 | 1,7 | 1,3 | 24,6 |
| 2002-2003 | Boston Celtics       | 10  | 10  | 44,5 | 39,9 | 35,6 | 86,3  | 9,0 | 6,7 | 2,1 | 0,8 | 27,1 |
| 2003-2004 | Boston Celtics       | 4   | 4   | 40,5 | 34,2 | 29,4 | 83,9  | 8,8 | 2,5 | 1,3 | 1,0 | 20,8 |
| 2004-2005 | Boston Celtics       | 7   | 7   | 39,6 | 50,5 | 25,9 | 86,8  | 7,7 | 4,6 | 1,9 | 1,4 | 22,9 |
| 2007-2008 | Boston Celtics       | 26  | 26  | 38,1 | 44,1 | 36,1 | 80,2  | 5,0 | 4,6 | 1,1 | 0,3 | 19,7 |
| 2008-2009 | Boston Celtics       | 14  | 14  | 39,7 | 43,0 | 33,3 | 84,2  | 5,8 | 3,1 | 1,1 | 0,4 | 21,0 |
| 2009-2010 | Boston Celtics       | 24  | 24  | 38,8 | 43,8 | 39,2 | 82,4  | 6,0 | 3,4 | 1,0 | 0,6 | 18,8 |
| 2010-2011 | Boston Celtics       | 9   | 9   | 38,1 | 45,9 | 44,7 | 88,2  | 5,0 | 2,8 | 1,3 | 0,4 | 20,8 |
| 2011-2012 | Boston Celtics       | 20  | 20  | 38,9 | 38,6 | 31,0 | 89,4  | 6,1 | 3,1 | 1,5 | 0,9 | 18,9 |
| 2012-2013 | Boston Celtics       | 6   | 6   | 42,5 | 36,8 | 26,8 | 89,7  | 5,7 | 5,3 | 0,8 | 0,5 | 19,2 |
| 2013-2014 | Brooklyn Nets        | 12  | 12  | 30,7 | 46,5 | 35,8 | 78,1  | 4,5 | 2,0 | 1,2 | 0,3 | 13,7 |
| 2014-2015 | Washington Wizards   | 10  | 10  | 29,8 | 48,5 | 52,4 | 85,0  | 4,2 | 0,9 | 0,6 | 0,7 | 14,6 |
| 2015-2016 | Los Angeles Clippers | 5   | 1   | 10,8 | 16,7 | 20,0 | 85,0  | 1,2 | 0,2 | 0,4 | 0   | 1,2  |
| 2016-2017 | Los Angeles Clippers | 7   | 0   | 14,4 | 44,4 | 40,0 | 100,0 | 2,0 | 0,9 | 0,3 | 0   | 3,0  |
| Carrière  | Carrière             | 170 | 159 | 36,6 | 42,3 | 35,5 | 83,00 | 5,8 | 3,4 | 1,2 | 0,6 | 18,7 |

2 Powe · 
5 Garnett · 
9 Rondo · 
11 Davis · 
13 Pruitt · 
20 R. Allen · 
28 Cassell · 
34 Pierce · 
41 Posey · 
42 T. Allen · 
43 Perkins · 
44 Scalabrine · 
50 House · 
66 Pollard · 
93 Brown · 
Coach Rivers